# TradFest
TradFest je međunarodna manifestacija tradicionalnih i konzervativnih čelnika, mislilaca i aktivista koji svojim djelovanjem potiču uspostavu tradicijskih i konzervativnih vrednota u Hrvatskoj i na svijetu. Održava se jednom godišnje. Predstavlja festival tradicije i konzervativnih ideja, nasuprot samozvanih "naprednih" u stvari militantno-sekularističkih ideja i politika koji su na nasilan i revolucionarni način pokušali zatomiti, kao što i danas nastoje uništiti, izvorne tradicijske, konzervativne i kršćanske temelje kulture u Hrvatskoj, Europi i Zapadnom svijetu. Ovim festivalom proaktivno se želi potaknuti promišljanje i djelovanje, tj. reakciju na negativne, lažne "napredne" pojave, te potaknuti i promicati povratak na tradiciju, red i konzervativne vrednote, čime se ostvaruje društveno okruženje koje poticajno djeluje na obitelj i razvoj krjeposti u civilnom društvu, politici i gospodarstvu. Na ovom se festivalu omogućuje širenje dobrih zamisli te međusobno povezivanje i umrježavanje ljudi sličnih pogleda i vrednota.